# Solidariedade - Pessoas Antes do Lucro
A Aliança Antiausteridade - Pessoas Antes do Lucro  (em inglês: Anti-austerity Alliance–People Before Profit, AAA–PBP) é uma aliança eleitoral anticapitalista irlandesa, entre a Aliança Antiausteridade e a Aliança Pessoas Antes do Lucro.
A aliança foi criada para obter mais direitos processuais para os seus membros no Dáil Éireann (a câmara baixa do parlamento irlandês) após as próximas eleições, pelo que foi registada formalmente como um partido político de pleno direito.

## Criação
Pelos regulamentos do Dáil Éireann, um grupo parlamentar deve ter pelo menos 7 deputados para ter plenos direitos em termos de tempo para falar. Além disso, partidos políticos que tenham pelo menos 2% do voto nacional recebem do Estado financiamento adicional para as suas atividades.
A aliança pretende conseguir uma maior representação socialista no parlamento, e uma plataforma para combater as medidas de austeridade.

## Organização
A Aliança Antiausteridade e a Aliança Pessoas Antes do Lucro irão manter organizações separadas e permanecem livres para assumirem diferentes posições em vários assuntos, mas irão cooperar eleitoralmente.
A AAA-PBP tem atualmente 4 deputados (Joe Higgins, Richard Boyd Barrett, Ruth Coppinger e Paul Murphy) e 28 conselheiros locais.

## Membros

### Aliança Antiausteridade
A Aliança Antiausteridade foi criada em 2014 e apresentou cerca de 40 candidatos nas eleições autárquicas desse ano. Todos os conselheiros locais do Partido Socialista (SP, trotskista, afeto ao Comitê por uma Internacional dos Trabalhadores) concorreram pelas listas da AAA, o que motivou críticas de que a AAA seria uma "organização de fachada" do SP.

### Aliança Pessoas Antes do Lucro
A PBPA foi criada em outubro de 2005, pelo Partido Socialista dos Trabalhadores (SWP, trotskista, afeto à Tendência Socialista Internacional). Atualmente é uma frente ampla em volta de algumas causas de esquerda, como a oposição ao "neoliberalismo" e à guerra mas que não exige que os seus membros sejam marxistas ou a favor da revolução socialista.
Tanto o Partido Socialista como a Aliança Pessoas Antes do Lucro e o Partido Socialista dos Trabalhadores têm participado nas reuniões da Esquerda Anticapitalista Europeia.

## Resultados eleitorais

### Eleições legislativas
| Data | Votos  | %        | Deputados | Status |
| ---- | ------ | -------- | --------- | ------ |
| 2016 | 84 168 | 3,9 (#5) | 6 / 158   |        |

## Ligações Externas
- «Site da Antiausterity Alliance» (em inglês)
- «Site da People Before Profit Alliance» (em inglês)